# Nové Dvory (ort i Tjeckien, Ústí nad Labem)
Nové Dvory är en ort i Tjeckien.   Den ligger i regionen Ústí nad Labem, i den nordvästra delen av landet, 40 km norr om huvudstaden Prag. Nové Dvory ligger 161 meter över havet och antalet invånare är 375.
Terrängen runt Nové Dvory är platt.Runt Nové Dvory är det ganska tätbefolkat, med 60 invånare per kvadratkilometer. Närmaste större samhälle är Litoměřice, 10,1 km norr om Nové Dvory. Trakten runt Nové Dvory består till största delen av jordbruksmark.